# جزایر کلمبرتز
جزایر کلمبرتز (به اسپانیایی: Islas Columbretes) یک منطقهٔ مسکونی در اسپانیا است که در کاستلین واقع شده‌است. جزایر کلمبرتز ۰٫۱۹ کیلومتر مربع مساحت و nop نفر جمعیت دارد.